# Tapalapa (pain)
Pour l’article homonyme, voir Tapalapa.
Le tapalapa est un pain traditionnel d'Afrique de l'Ouest, mêlant blé et mil, étant cuit au feu de bois dans un four en banco. Ce pain est souvent consommé avec du beurre, de la confiture, du chocolat ou encore des haricots.

## Ingrédients et préparation
Une première étape consiste à mélanger dans un grand récipient de la farine de blé, de mil et de maïs, parfois de niébé (une des légumineuses consommées en Afrique de l’Ouest), de l’eau, du sel, avec un peu de levure, pour façonner une pâte à malaxer pendant deux heures de temps. Cette pâte est ensuite découpée en petites baguettes qui sont par la suite laissées à reposer sur un tissu blanc.
La cuisson du pain tapalapa s’effectue dans un four artisanal à bois appelé diamoulaye. Ce four construit en terre est constitué d’une élévation d’un mètre de hauteur dans laquelle se trouve un trou d’un mètre de profondeur rempli entièrement de cailloux. Sur cette élévation repose une coupole, visant à faciliter et maintenir le chauffage du four. Une durée de cuisson de cinq minutes suffit pour cuire le pain tapalapa.